# Halice sublittoralis
Halice sublittoralis is een vlokreeftensoort uit de familie van de Pardaliscidae. De wetenschappelijke naam van de soort is voor het eerst geldig gepubliceerd in 1979 door Lowry.